# Dicranomyia francki
Dicranomyia francki là một loài ruồi trong họ Limoniidae. Chúng phân bố ở miền Cổ bắc.